# Szupernóvák listája
A csillagászatilag fontosabb szupernóvák listája. Vagy történelmileg, vagy a szupernóva kutatásban jelentős szupernóvákat tartalmazza a lista.

## Lista
| a szupernóva jele | amelyik csillagképben feltűnt | látszó fényesség | távolság fényévben | típus   | megjegyzés |
| ----------------- | ----------------------------- | ---------------- | ------------------ | ------- | --- |
| SN 185            | Centaurus (Cen)               | +3 to +4         | 8 200              | I       | |
| SN 386            | Sagittarius (Sgr)             | +1,5             | >16 000            |         | Lehet, hogy nova volt és nem szupernóva.                                                                                  |
| SN 393            | Scorpius (Sco)                | –0               | 34 000             |         | |
| SN 1006           | Lupus (Lup)                   | –7,5             | 7 200              | I       | Az egész Földön megfigyelték. Ez volt a legfényesebb csillagközi esemény a feljegyzett történelemben.                     |
| SN 1054           | Taurus (Tau)                  | –6               | 6 500              | II      | A szupernóva maradványa a jól ismert Rák-köd                                                                              |
| SN 1181           | Cassiopeia (Cas)              | 0                | 8 500              |         | [ 4 ] |
| SN 1572           | Cassiopeia (Cas)              | –4,0             | 8 000              | I       | Tycho Brahe szupernóvája                                                                                                  |
| SN 1604           | Ophiuchus (Oph)               | –3               | 14 000             | I       | Galaxisunkban ez volt a legutolsó megfigyelt SN (Kepler szupernóvája)                                                     |
| ca. 1680          | Cassiopeia (Cas)              | +5               | 9 000              |         | A forrás helyén ma a Cas A található, a Naprendszeren kívül a legfényesebb rádióforrás                                    |
| SN 1885A          | Andromeda (And)               | +7               | 2 400 000          | Ipec    | Az első extragalaktikus szupernóva (az Androméda-ködben)                                                                  |
| SN 1940B          | Coma Berenices (Com)          | +12,8            | 38 000 000         | II-P    | Az NGC 4725-ben tűnt fel. Az első II típusú szupernóva volt                                                               |
| SN 1972E          | Centaurus (Cen)               | +8,7             | 10 900 000         | Ia      | Az NGC 5253 galaxisban. Több mint egy évig volt megfigyelhető. Az Ia típusú szupernóva prototípusa                        |
| SN 1983N          | Hydra (Hya)                   | +11,8            | 15 000 000         | Ib      | A Messier 83-ban tűnt fel. Az első Ib típusú szupernóva                                                                   |
| SN 1986J          | Andromeda (And)               | +18,4            | 30 000 000         | IIn     | Szupernóva az NGC 891 galaxisban                                                                                          |
| SN 1987A          | Dorado (Dor)                  | +2,9             | 160 000            | IIpec   | Szupernóva a Nagy Magellán-felhőnek nevezett kísérő galaxisunkban                                                         |
| SN 1993J          | Ursa Major (UMa)              | +10,8            | 11 000 000         | IIb     | Szupernóva az M81-ben. A legfényesebb szupernóva 1954 óta                                                                 |
| SN 2002bj         | Lupus                         | +14,7            |                    | Ia      | AM Canum Venaticorum típusú kitörés az NGC 1821 galaxisban.                                                               |
| SN 2003fg         | Boötes (Boö)                  |                  | 4 000 000 000      | Ia      | Egy névtelen galaxisban figyelték meg                                                                                     |
| SN 2005ap         | Coma Berenices                |                  | 4 700 000 000      | II      | Nagyon távoli szupernóva, 2007-ig a legfényesebb abszolút fényességű                                                      |
| SN 2005gl         | Pisces (Psc)                  | +16,5            | 200 000 000        | II-n    | Az NGC 266 jelű galaxisban robbant                                                                                        |
| SN 2006gy         | Perseus (Per)                 | +15              | 240 000 000        | IIn (*) | Az NGC 1260 jelű galaxisban figyelték meg                                                                                 |
| SN 2007bi         | Virgo (Vir)                   | +18,3            | ?                  | Ic?     | Egy törpegalaxisban |
| SN 2008D          | Lynx                          |                  | 88 000 000         | Ibc     | Az NGC 2770 jelű galaxisban figyelték meg                                                                                 |
| SN 2011fe         | Ursa Major (UMa)              | +10,0            | 21 000 000         | Ia      | Az M101 galaxisban felrobbant szupernóva látszólagos fényessége az egyik legnagyobb az extragalaktikus szupernóvák közül. |